# Kaj Rosling
Kaj Arne Rosling,  född 1945, son till Svea Andersson och Sven Rosling, var professor i produktionsekonomi vid Linnéuniversitetet i Växjö. Han tog civilekonomexamen vid Lunds universitet 1968, Master of Science-examen i Industrial Engineering and Operations Research vid University of California, Berkeley, 1972, och ekonomie doktorsexamen vid Tekniska Högskolan i Linköping, 1977. Forskarutbildningen genomfördes i huvudsak vid Lunds Universitet (Företagsekonomi).
Rosling arbetade som operationsanalytiker  vid Försvarets forskningsanstalt, Stockholm, 1977-78, som universitetslektor vid Karlstads Universitet (Företagsekonomi) 1978-1984, vid Tekniska Högskolan i Linköping (Industriell ekonomi) 1984-95, och vid Lunds Tekniska Högskola (Industriell ekonomi) 1995-2000, sedan som professor vid Linnéuniversitetet (Produktionsekonomi) 2000-2013, för att därefter vara knuten som gästprofessor till Lunds Tekniska Högskola.
Roslings forskningsområde har främst varit matematisk optimering tillämpad på lagerteori (teoretisk logistik). Han har arbetat som Associate Editor för Naval Research Logistics, MSOM, Management Science och Operations Research, för den senare 2000-2018.

## Vetenskapliga arbeten (utdrag)
1. Three Essays on Batch Production and Optimization. Linköping 1977 (diss.).
2. Effekten av att reglera försvarsanslagen med nettoprisindex – Perspektiv mot sekelskiftet. 
FOA Rapport C 10091-M3, Stockholm 1978.
3. Optimal Lot-Sizing for Dynamic Assembly Systems, 
Multi-Stage Production Planning and Inventory Control (eds., S. Axsäter, Ch. Schneeweiss and E. Silver) pp.119-131, Heidelberg 1986.
4. Optimal Inventory Policies for Assembly Systems Under Random Demand, 
Operations Research, vol. 37, pp. 565-579, 1989.
7. Installation vs. Echelon Stock Policies for Multi-Level Inventory Control, 
Management Science, vol. 39, pp.1274-1280, 1993 (med S.Axsäter).
5. New Successive Approximations for Markov Decision Processes, Linköping 1994.
6. Theory of Depreciation, Lund 1996.   
8. Inventory Cost Rate Functions with Nonlinear Shortage Costs,
Operations Research, vol. 50, pp. 1007-1017, 2002. 
9. The Timber Cost of a Board                                                                                  
Scand. J. of Forest Econ., No.39, 229-239, 2002 (med M.Johansson).
10. The Effects of Financial Risks on Inventory Policy
Management Science, vol. 51, pp.1804-1815, 2005 (med P.Berling).
11. Lower Bounds and Heuristics for Supply Chain Stock Allocation,
Operations Research, vol. 60, pp. 92-105, 2012 (med J.Marklund).
12. The Discounted (R,Q) Inventory Model – The Shrewd Accountant´s Heuristic,
Int. J. Production Economics, vol. 149, spec.issue, pp.17-27, 2014 (med M.Farvid).